# La Verne
La Verne es una ciudad en el condado de Los Ángeles, California, Estados Unidos. En el censo del 2000, la población era de 31,638 personas.

## Historia
La historia de esta área data hasta los años 1830 cuando Don Palomares recibió 15,000-acres (61 km²) de tierra del gobernador Juan Bautista Alvarado en 1837, que incluía los terrenos de las ciudades de Pomona, Claremont, San Dimas, Glendora y La Verne. Esta resolución era llamada Rancho San José. Las construcciones de adobe en la cual Palomares fue construida en 1837 aún se preserva en Pomona como 'La Casa Primera'. Palomares pronto se expandió una milla al noreste y construyeron a Palomares de adobe.. Él se aseguró de que su sobrino, José Dolores Palomares, asegurara unos terrenos al oeste los terrenos que habían sido otorgados por el gobernador. A mediado de los años de 1880, el empresario Isaac W. Lord compró una franja de tierra a José Palomares y convenció a la empresa del Ferrocarril de Santa Fe que construyera una línea hasta Los Ángeles. Los terrenos se mantuvieron vacíos, hasta que se le vendieron a cuatro miembros de los Hermanos de la Iglesia Baptista Alemana, en la cual persuadieron a otros de esa denominación diciéndoles que sería un excelente sitio para una nueva institución de enseñanza superior. Lordsburg College fue fundada en 1891. En 1906 fue incorporado. Los residentes empezaron a cosechar en el campo, como la plantación de árboles de cítricos, que floreció. Lordsburg fue conocida como el "Corazón del Imperio de Naranjas." En 1917, después de la Primera Guerra Mundial Lord murió, y los ciudadanos cambiaron el nombre de "Lordsburg," tomando otro nombre de otra villa incorporada que una vez estaba hacia el oeste. L.H. Bixby y su hermana, miembros de una familia de ranchos, nombró el área como "La Verne", likely a misspelling or misunderstanding of the French le vergne, an alder.

## Geografía
La Verne está localizada en las coordenadas 34°6′52″N 117°46′17″O / 34.11444, -117.77139 (34.114361, -117.771348).
Según la Oficina del Censo de los Estados Unidos, la ciudad tenía un área total de 21.8 km² (8.4 mi²). 21.5 km² (8.3 mi²) de tierra y 0.3 km² (0.1 mi²) es agua (1.19%).

## Política

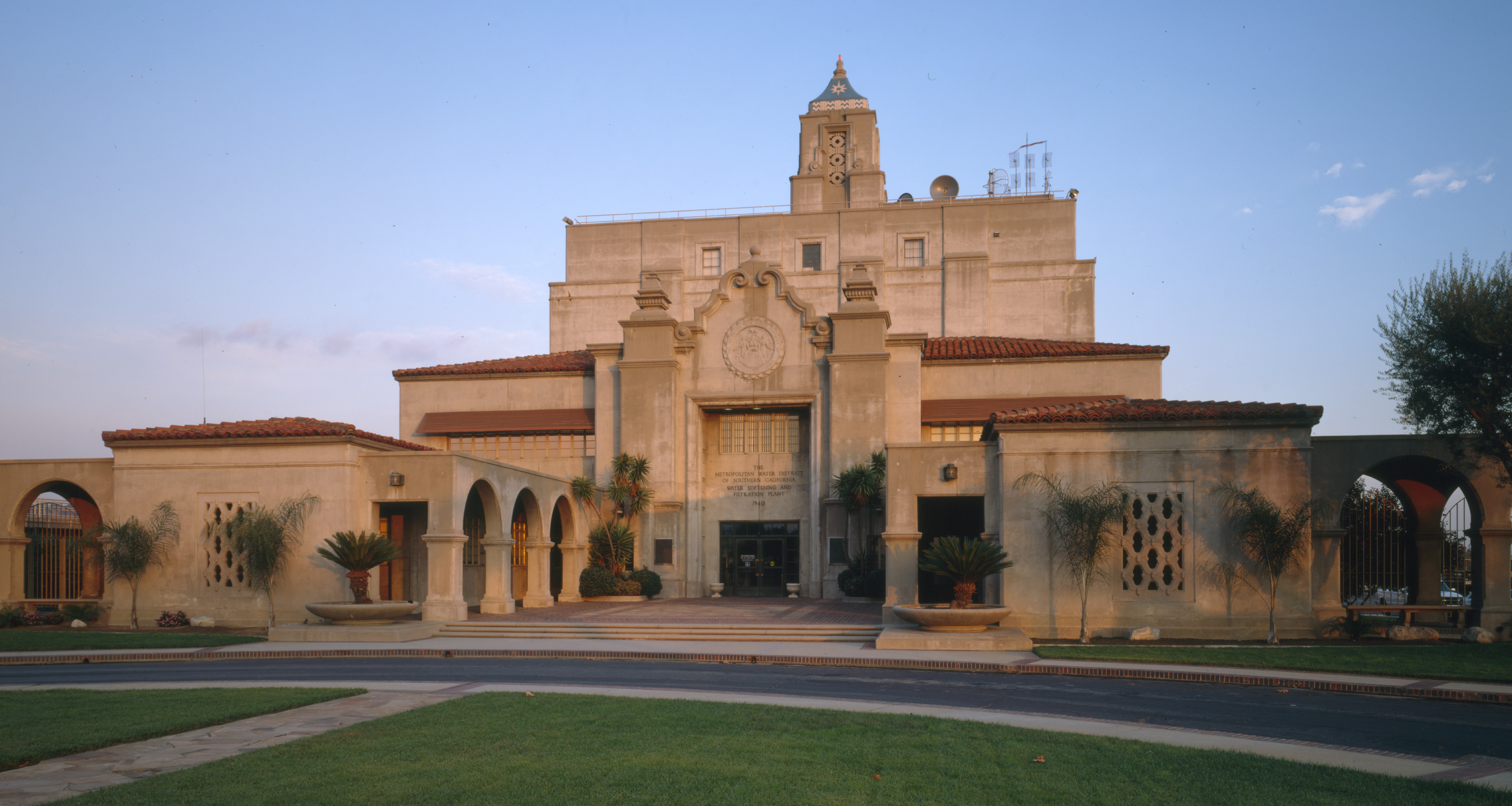
F. E. Weymouth Filtration Plant, La Verne, Los Angeles County, CA

En la legislatura estatal La Verne está localizada en el distrito 29 Senado, y representado por el republicano Bob Margett, y en el distrito 59 de la Asamblea, representado por el republicano Anthony Adams. Federalmente, La Verne estA localizado en el distrito congresional 26 de California. y está representado por el republicano David Dreier.

## Educación
La Universidad de La Verne está localizada en la 3.ª Calle de La Verne. Bonita High School está localizada en la Calle D. Lutheran High School está localizada en la Calle. Damien High School es una escuela católica para hombres localizada entre la intersección de las avenidas Damien y Bonita.

## Personas famosas nacidos o residentes de La Verne
- Evan Ellingson- actor
- Noah Clark - jugador de hockey
- Jeff Dandurand - actor y cómico
- Glen Davis - exjugador profesional de béisbol
- Tracy Murray - Ex estrella de la NBA para Los Angeles Lakers
- Paula Pope - clavadista o saltadora de trampolín.
- Brett Rossi - actriz pornográfica.